# Liste von Söhnen und Töchtern der Stadt Qaraghandy
Die Liste der Söhne und Töchter von Qaraghandy zählt Personen auf, die in der kasachischen Stadt Qaraghandy geboren wurden.

## A
- Vitalij Aab (* 1979), russlanddeutscher Eishockeyspieler
- Ljudmila Achatowa (* 1997), Biathletin
- Danijar Achmetow (* 1988), Eishockeyspieler
- Marina Aitowa (* 1982), Hochspringerin
- Muchtar Altynbajew (* 1945), Armeegeneral und Politiker
- Boris Awruch (* 1978), israelischer Schachgroßmeister
- Nurlan Äubäkirow (* 1975), Politiker
- Toqtar Äubäkirow (* 1946), Militärpilot und Kosmonaut

## B
- Edek Bartz (* 1946), österreichischer Kulturschaffender und Kulturmanager
- Konstantin Barulin (* 1984), russischer Eishockeytorhüter
- Konstantin Bitter (* 1989), Deutsch-Schweizer Volleyballtrainer
- Boris Blank (* 1978), deutscher Eishockeyspieler
- Sachar Blank (* 1985), deutscher Eishockeyspieler
- Vitalij Blank (* 1982), deutscher Eishockeyspieler
- Jewgeni Boljakin (* 1990), Eishockeyspieler
- Oleg Boljakin (* 1965), Eishockeyspieler und -trainer

## C
- Rustam Chusnütdinow (* 1987), Schachspieler und -trainer

## D
- Alexander Dück (* 1980), deutsch-kasachischer Eishockeyspieler
- Anatoli Dernowoi (* 1951), Arzt und Politiker
- Pawel Duma (* 1981), Eishockeyspieler

## E
- Konstantin Engel (* 1988), deutscher Fußballspieler

## F
- Igor Filobok (* 1987), deutscher Eishockeyspieler
- Michael Filobok (* 1983), deutscher Eishockeyspieler
- Andrei Finontschenko (* 1982), Fußballspieler
- Denis Franskewitsch (* 1981), russischer Eishockeytorhüter
- Sergej Fuchs (* 1987), deutscher Radrennfahrer

## G
- Dmitri Gaag (* 1971), Triathlet
- Andrei Gawrilin (* 1978), Eishockeyspieler
- Alexander Genze (* 1971), deutsch-kasachischer Eishockeyspieler
- Gennadi Golowkin (* 1982), Boxer
- Rudolf Gorgenländer (* 1974), deutscher Eishockeyspieler
- Wladislaw Grigorjew (* 1997), Sprinter

## H
- Eduard Hämäläinen (* 1969), ehemaliger sowjetischer und finnischer Zehnkämpfer

## I
- Ruslan Imanqulow (* 1972), Fußballspieler
- Ässet Issekeschew (* 1971), Politiker

## J
- Sergei Jakowenko (* 1976), Eishockeyspieler
- Serik Jeleuow (* 1980), Boxer
- Juri Judt (* 1986), deutscher Fußballspieler

## K
- Achmat Kadyrow (1951–2004), Präsident der russischen Autonomen Republik Tschetschenien
- Aleksandr Kan (* 1963), römisch-katholischer Geistlicher
- Alexander Karpow (* 1964), russischer Schauspieler, Drehbuchautor und Filmproduzent
- Dmitri Karpow (* 1981), Leichtathlet
- Alexander Kislizyn (* 1986), Fußballspieler
- Andreas (Andrei) Komnik (* 1972), deutscher Physiker
- Dimitrij Kotschnew (* 1981), russlanddeutscher Eishockeytorwart
- Dmitri Kramarenko (* 1979), Eishockeyspieler
- Andrej Krukow (* 1971), kasachischer und aserbaidschanischer Eiskunstläufer
- Andrei Krutschinin (* 1978), russischer Eishockeyspieler

## L
- Artemi Lakisa (* 1987), Eishockeyspieler
- Denis Leonow (* 1977), Eishockeyspieler
- Juri Litwinow (* 1978), Eiskunstläufer
- Lumira (eigentlich Ludmilla Weidner; * 1968), deutsche Schriftstellerin und Schamanin

## M
- Valeria Maurer (* 1991), russische Jazzmusikerin
- Nikolaus Messmer (1954–2016), römisch-katholischer Bischof
- Julija Mjasnikowa (* 1993), Fußballspielerin
- Bogdan Müller (* 1988), deutscher Fußballspieler
- Wjatscheslaw Murawjow (* 1982), Sprinter
- Wladimir Murawjow (* 1959), Leichtathlet und Olympiasieger
- Alexei Mursin (* 1974), Eishockeyspieler
- Roman Murtasajew (* 1993), Fußballspieler

## N
- Andrej Naumann (* 1979), deutsch-kasachischer Eishockeyspieler
- Sergej Neubauer (* 1985), deutscher Fußballspieler
- Nurlan Nyghmatulin (* 1962), Politiker

## O
- Älibek Omarow (* 1993), kasachischer Billardspieler

## P
- Grigori Panin (* 1985), russischer Eishockeyspieler
- Denis Pauli (* 1978), deutscher Politiker (AfD)
- Pawel Ponomarjow (* 1952), russisch-orthodoxer Erzbischof
- Erwin Prib (* 1977), deutscher Szenenbildner, Gewinner Deutscher Filmpreis 2008

## Q
- Waldemar Quapp (* 1970), deutscher Eishockeytorhüter

## R
- Maxim Rakow (* 1986), Judoka
- Alexander Rusch (* 1978), deutsch-kasachischer Eishockeyspieler
- Jewgenij Ryschkow (* 1985), Schwimmer

## S
- Arawat Sabejew (* 1968), sowjetischer und deutscher Ringer
- Olga Safronowa (* 1991), Sprinterin
- Andrej Samochin (* 1985), Ringer
- Akan Satajew (* 1971), Regisseur und Filmproduzent
- Toktar Schangylyschbai (* 1993), Fußballspieler
- Pawel Schitkow (* 1984), Eishockeytorwart
- Eugen Schlegel (* 1975), deutscher Filmemacher und Kameramann
- Alexander Schustow (* 1984), russischer Hochspringer
- Elena Seifert (* 1973), russische Dichterin, Journalistin sowie Literaturkritikerin
- Adelina Sems (* 1998), Leichtathletin
- Artemij Sewostjanow (* 1973), Wasserballspieler
- Mykola Simkaylo (1952–2013), ukrainischer Bischof
- Igor Soloschenko (* 1979), Fußballspieler
- Eduard Son (* 1964), Fußballspieler
- Walter Sperling (* 1975), deutscher Historiker
- Anatoli Stepanenko (* 1949), Radrennfahrer
- Oleg Stepchenko (* 1964), Filmregisseur, Drehbuchautor und Filmproduzent

## T
- Jewgeni Tarassow (* 1979), Fußballspieler
- Jewgeni Tarassow (* 1985), Fußballspieler
- Nikolai Tokarew (* 1950), russischer Manager und Unternehmer

## U
- Iolanta Uljewa (* 1976), Kugelstoßerin

## W
- Jakob Weber (* 2004), deutscher Eishockeyspieler
- Joseph Werth (* 1952), römisch-katholischer Bischof des Bistums „Heilige Menschwerdung“ in Nowosibirsk
- Pawel Worobjow (* 1982), russischer Eishockeyspieler
- Pawel Worschew (* 1993), Radsportler